# José María Íñigo
José María Íñigo Gómez (Bilbao, Vizcaya; 4 de junio de 1942-Madrid, 5 de mayo de 2018), fue un periodista, locutor, actor, escritor y presentador de televisión español.

## Vida personal
Fue hijo de Daniel Íñigo y de Felisa Gómez, nació en Bilbao, en la calle de los doctores Carmelo y Gil, número 4. 

### Matrimonios e hijos
Contrajo matrimonio en 1970, en la capilla del Santo Cristo de El Pardo, con la pintora y diseñadora de moda Josette Nahmias, con la que tuvo dos hijos.
En segundas nupcias, contrajo matrimonio el 17 de diciembre de 1984 en el Registro Civil de Barcelona con María del Pilar Piniella Merino, con la que de nuevo tuvo otros dos hijos.

## Biografía profesional
Sus primeros contactos con el mundo de la comunicación fueron en su tierra natal, al ser contratado por Radio Bilbao y posteriormente por la cadena COPE. En esa época comienza a escribir en La Gaceta del Norte. Con 18 años ya trabaja en el Servicio de Reportajes Especiales de la Agencia EFE.

### Etapa radiofónica
Poco después se traslada a Londres, desde donde colabora con varios programas musicales de la Cadena SER. A su regreso a España, se instala en Madrid, y colabora con los programas El Musiquero, El Gran Musical y Los 40 Principales.
Al mismo tiempo, escribe para distintas publicaciones sobre música y otros temas de actualidad como Mundo Joven y El Musiquero.
Era colaborador habitual del programa de Radio Nacional de España No es un día cualquiera.

### Primeros años en televisión
Su debut en TVE se produce en 1968 en el programa de Pedro Olea, codirigido por Iván Zulueta, Último Grito, un espacio que pretendía mostrar las tendencias artísticas y musicales punteras en el momento. Más tarde presentaría el programa musical Ritmo 70, bajo realización de Pilar Miró.

### Años de éxito en TVE
En 1970 estrenaba en el entonces canal UHF el programa de Estudio abierto de entrevistas, reportajes y variedades, que cuando pasó a la primera cadena en 1972 lo lanzó definitivamente al estrellato televisivo y en el que consagró su imagen adornada con unos enormes mostachos. El programa se emitiría hasta 1974 y, en una segunda etapa, entre 1982 y 1985.
A Estudio abierto, siguieron otros programas, de corte similar en los que Iñigo alternaba la presentación de actuaciones musicales con las entrevistas a personajes famosos o a ciudadanos desconocidos para el gran público, pero con cosas curiosas que contar o mostrar como el mentalista Uri Geller y personajes tan controvertidos entonces como la antifeminista Esther Vilar o el escritor disidente soviético Aleksandr Solzhenitsyn. Todos esos espacios lo convirtieron en uno de los rostros más populares en España durante los años setenta: Directísimo, Esta noche… fiesta, Fantástico.

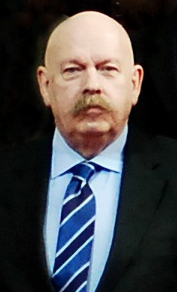
José María Íñigo en 2012

Tras la llegada de las televisiones privadas, y tras unos años de silencio, José María Íñigo volvió a ponerse delante de una cámara, acompañando a otra veterana del medio, Laura Valenzuela en el programa Las mañanas de Tele 5 (1993-1994). Desde entonces, se dejó ver en diferentes programas de cadenas públicas y privadas en presentación de espacios de variedades, concursos o incluso reality shows. Al mismo tiempo, y desde 2000 colaboraba en el programa de Radio Nacional de España No es un día cualquiera.
También participó en el programa de Televisión Española Las mañanas de La 1, con Mariló Montero.
Es de destacar también su revista de turismo y viajes Ganas de viajar.
El 15 de junio de 2011 fue nombrado Padrino del Club Exxpopress de Periodistas de Galicia.

### Festival de Eurovisión
Desde 2011 y hasta 2017 fue el encargado por Televisión Española de comentar el Festival de Eurovisión, tanto para la final en La 1 de TVE como para las dos semifinales emitidas anualmente en directo por La 2 de TVE. Comentó también junto a Beatriz Pécker el especial Congratulations: 50 years of the Eurovision Song Contest desde Dinamarca en octubre de 2005. Además, el 23 de mayo de 2015, también comentó el especial Eurovision Song Contest's Greatest Hits junto con la periodista especializada Julia Varela, programa no competitivo que celebró el 60 aniversario del certamen en la sala Hammersmith Apollo de Londres.
Televisión Española desveló en marzo la identidad de los comentaristas de Eurovisión 2018. Y hubo sorpresa, contra todo pronóstico. El locutor Tony Aguilar debutaría como narrador en el festival junto a Julia Varela, que lo haría por cuarto año consecutivo. Ellos serían los responsables de poner su voz a la final del 12 de mayo, así como a las semifinales de los días 8 y 10. La noticia se extendió rápidamente. La nota enviada a los medios por TVE ni siquiera hacía referencia a la ausencia de José María Íñigo, por lo que algunos anunciaron que la cadena pública prescindía del popular comentarista para Eurovisión 2018. La realidad era otra y fue el propio periodista el que intentó aclarar la situación: "TVE no prescinde. He sido yo quien ha decidido no ir", publicó en su cuenta de Twitter. Posteriormente reiteró a diversos medios de comunicación que había tomado esta decisión, pero negándose a dar más explicaciones. Entonces aun no se había hecho público su actual estado de salud ni la gente podía prever su trágico desenlace, que tristemente acaecería una semana antes de la final de Eurovisión.
Ha sido también parte del jurado en varias preselecciones de Televisión Española en las que se ha elegido el representante Español para el Festival de Eurovisión, entre las que destaca Destino Oslo 2010 o Salvemos Eurovisión 2008.

### Enfermedad y fallecimiento
El 5 de mayo de 2018 la periodista de RNE Pepa Fernández dio a conocer la noticia de su fallecimiento tras arrancar No es un día cualquiera, programa que dirige y del cual José María Íñigo era colaborador habitual. El comunicador llevaba dos años en tratamiento contra un cáncer y falleció a las tres de la madrugada. Antes de fallecer inició un proceso de denuncia a RTVE para que se reconociera que se trataba de una enfermedad profesional causada por el amianto que recubría los estudios de grabación de RTVE. Al morir el periodista, la familia continuó con la demanda. La sentencia de marzo de 2021, estableció la causa de la muerte como enfermedad profesional debido a los años de trabajo en el plató del Estudio 1, aunque la Seguridad Social y RTVE representadas en el juicio, solo reconocieron 45 días de cotización en toda su carrera profesional. Una sentencia posterior concluyó que no había pruebas suficientes para demostrar relación de causalidad entre el amianto del Estudio 1 y el cáncer del periodista.
Existen varios casos más en RTVE de muerte por amianto reconocidos como enfermedad profesional. En 2018 se inauguró el nuevo Estudio 1 después del desamiantado. Este plató de Estudio 1, sufrió desde su construcción en 1964, importantes problemas de acústica e insonorización, que obligaron a usar fibras de amianto que se desprendían con facilidad.
Fue incinerado el 6 de mayo de 2018 en el Tanatorio La Paz de Madrid.

## Publicaciones
Publicó más de veinte libros, entre los que figuran La bomba Esther Vilar, Música pop, música folk, Enciclopedia de la música 1900-1970, Estudio Abierto, Mundo Fantástico, Ahora hablo yo (2004), Cuando éramos jóvenes (2004), 100 españoles y el príncipe (2010), La tele que fuimos (2013), y entre 1998 y 2013, varios libros de viajes por España en colaboración con Antonio Aradillas.
Además editó y dirigió las revistas Viajes y Vacaciones, Vinos y Restauración, Hoteles del siglo XXI y Lo Mejor de Madrid.

## Trayectoria en televisión
- Último Grito (1968-1969) en TVE.
- Ritmo 70 (1970) en TVE.
- Estudio abierto (1972-1985) en TVE.
- La gente quiere saber (1973) en TVE.
- Hoy 14,15 (1974-1975) en TVE.
- Directísimo (1975-1976) en TVE.
- Portavoz español del Festival de Eurovisión (1975-1976) en TVE.
- Esta noche...fiesta (1976-1977) en TVE.
- Fantástico (1978-1981) en TVE.
- Íñigo en directo (1986) en ETB.
- Las mañanas de Telecinco (1993-1994) en Telecinco.
- ¿De qué parte estás? (1994-1995) en Telecinco.
- El kanguro de A3Z (1997-1998) en Antena 3.
- El Show de Flo (2002-2003) en TVE.
- Vivo cantando: los años dorados (2003) en Telecinco.
- Carta de ajuste (2004) en TVE.
- Supervivientes: Perdidos en el Caribe (2006) en Telecinco.
- El Club de Flo (2006) en La Sexta como concursante.
- Eurovisión: Destino Oslo (2010) en TVE como jurado.
- Comentarista español del Festival de Eurovisión (2011-2017) en TVE.
- Así nos va (2013) en La Sexta como colaborador.
- Qué tiempo tan feliz (2013-2017) en Telecinco como colaborador.
- Aquí la Tierra (2017-2018) en TVE como colaborador.
- Hora punta (2017-2018) en TVE como colaborador.

## Premios y nominaciones
| Premios                                            | Año  | Categoría                                   | Resultado        |
| -------------------------------------------------- | ---- | ------------------------------------------- | ---------------- |
| Encomienda de la Orden Civil de Alfonso X el Sabio | 2018 | Trayectoria Profesional                     | A título póstumo |
| Premios ATV                                        | 2010 | Trayectoria Profesional                     | Ganador          |
| Antena de Oro                                      | 2009 | Televisión                                  | Ganador          |
| Premios TP de Oro                                  | 1983 | Mejor Presentador                           | Ganador          |
| Premios TP de Oro                                  | 1979 | Mejor Presentador                           | Ganador          |
| Premios TP de Oro                                  | 1978 | Mejor Presentador                           | Ganador          |
| Premios TP de Oro                                  | 1976 | Mejor Presentador                           | Ganador          |
| Premios TP de Oro                                  | 1975 | Mejor Presentador                           | Ganador          |
| Premios TP de Oro                                  | 1974 | Mejor Presentador                           | Ganador          |
| Premio Ondas                                       | 1971 | Nacionales de televisión: Mejor presentador | Ganador          |

- En 2018 se le concede el ingreso a título póstumo en la Orden Civil de Alfonso X el Sabio, con la categoría de Encomienda.[22]